# Arena Kokugikan
El Ryōgoku Kokugikan (japonés: 両国国技館, literalmente "Salón Deportivo Nacional de Ryōgoku"), también conocido como el Salón del Sumo de Ryōgoku o Arena Kokugikan, es el nombre dado a dos arenas deportivas distintas ubicadas en la ciudad de Tokio, Japón. El primer Ryōgoku Kokugikan abrió sus puertas en 1909 y estuvo ubicado dentro de las instalaciones del Templo Ekō-in en el distrito de Ryōgoku de la ciudad de Tokio. A pesar de que no se realizaron combates de sumo después de 1945, tras la capitulación de Japón y la toma del recinto por parte de las fuerzas de ocupación, la edificación siguió siendo utilizada hasta 1983, principalmente por la Universidad Nihon. El segundo Ryōgoku Kokugikan se encuentra actualmente ubicado en la localidad de Yokoami dentro del barrio de Sumida, justo al lado del Museo Edo-Tokio. Este abrió sus puertas en 1985 tras el cierre del Kuramae Kokugikan, y aun sigue siendo utilizado hoy en día para los torneos de sumo celebrados anualmente.

## El primer Ryōgoku Kokugikan

### Historia
La creciente popularidad del sumo durante el período Meiji conllevó a la construcción del Kokugikan original en el distrito de Ryōgoku. Hasta entonces, los combates de sumo se llevaban a cabo en las instalaciones de templos y dependían en gran medida de las condiciones del clima para su realización. En marzo de 1906, la vigésima segunda (22°) Dieta Imperial decidió levantar un recinto de sumo techado dentro de las instalaciones del Templo Ekō-in en Ryōgoku. La tarea le fue otorgada a dos de los arquitectos más prominentes en el Japón de aquel entonces, Tatsuno Kingo y Kasai Manji (conocidos por haber diseñado el Banco de Japón, la Estación del Parque Hamadera o la Estación de Tokio). Inspirado en la arquitectura occidental, el recinto fue la primera edificación en forma de cúpula en el país y la primera en tener un armazón de acero. Su construcción comenzó en junio de 1906 y la arena fue pronto apodada como "el gran paraguas de hierro" (大鉄傘, Daitetsusan) debido al enorme techo cuyo diseño era parecido a un paraguas. A pesar de que este fue una edificación de estilo occidental, la parte superior del techo imitaba al kondo (pieza central) del Templo Hōryū-ji. La ceremonia de apertura se llevó a cabo el 2 de junio de 1909.
Originalmente, el recinto iba a ser llamado Shobukan (literalmente "Hogar de las Artes Marciales") por el presidente del comité de fundación Itagaki Taisuke, sin embargo, este luego adoptó el nombre de Kokugikan (literalmente "Salón Deportivo Nacional") gracias a otro miembro del comité, el escritor Suiin Emi.
La arena fue pensada para acomodar un total de 13.000 espectadores, incluyendo cerca de 1.000 asientos cuadrados. El diámetro interior del recinto era de 62 metros, y la altura central de unos 25 metros. En 1931, la Asociación Japonesa de Sumo decidió reemplazar el viejo techo de estilo Irimoyazukuri elevado en el centro del ring, por uno de estilo Shinmeizukuri.
La construcción del primer Ryōgoku Kokugikan marcó una evolución en el sumo, pasando de ser un ritual sintoísta a convertirse en un deporte nacional.

### Incendio, terremoto, daños durante la guerra y requisamiento
El primer Ryōgoku Kokugikan sufrió daños significativos durante sus años de servicio. En noviembre de 1917, durante una serie de grandes incendios en la ciudad de Tokio, la arena se quemó debido a varios fuegos accidentales, ocasionando que su gran techo colapsara. Esta fue la primera vez que el Ryōgoku Kokugikan necesitó ser reconstruido debido a la enorme destrucción que sufrió. El costo total en daños se estimó en 1,2 millones de yenes y los torneos tuvieron que llevarse a cabo en el Santuario Yasukuni temporalmente hasta que los trabajos de reconstrucción terminaron en enero de 1920. Durante la reconstrucción se utilizaron materiales como zinc para así reforzar el techo.
Tres años después, en septiembre de 1923, el Ryōgoku Kokugikan sufrió daños significativos durante el Gran Terremoto de Kantō y los torneos tuvieron que llevarse a cabo en el Butokuden de la ciudad de Nagoya.
En febrero de 1944, el Kokugikan fue requisado por las fuerzas armadas de Japón y convertido en una fábrica bombas globo. El torneo de verano fue entonces celebrado en el Estadio Korakuen (sekitori) y en el Estadio Meiji Jingu (makushita y divisiones inferiores). En marzo de 1945, un bombardeo aéreo sobre Tokio daño considerablemente el Ryōgoku Kokugikan y los establos de sumo adyacentes. Tras la guerra, el Kokugikan fue ocupado por las fuerzas aliadas y el budo banfue establecido, truncando los torneos hasta noviembre. Dado que la arena fue tomada por los aliados, el Kokugikan atravesó una nueva fase de remodelación y fue luego renombrado como el Salón Memorial Ryogoku. Estas renovaciones fueron completadas en septiembre de 1946, dejando que el torneo de noviembre de 1945 se realizase en un Kokugikan quemado. El torneo de noviembre de 1946 fue el último realizado en la arena.

### Otros eventos
Desde entonces, el Kokugikan fue utilizado para competiciones de patinaje sobre ruedas, boxeo profesional y lucha profesional. El primer combate de lucha profesional en Japón se realizó en el Salón Memorial el 30 de septiembre de 1951. El recinto también fue utilizado para el Campeonato All Japan Judo en mayo de 1951.
En 1958, el antiguo Kokugikan fue vendido por la Asociación Japonesa de Sumo, y posteriormente adquirido por la Universidad Nihon con el propósito de crear un gran auditorio que pudiese albergar varios tipos de ceremonias como ceremonias de entrada y ceremonias de graduación para la universidad. El Salón Memorial fue entonces renombrado Auditorio de la Universidad Nihon (日大講堂, Nihon Kōdō). Durante el Zenkyōtō, el auditorio fue utilizado como salón de conferencias para las llevar a cabo protestas estudiantiles.
Debido al obsoleto equipamiento del recinto, los cuales ya no cumplían con las regulaciones de incendios, la edificación fue desmantelada definitivamente en 1983. Después de la demolición, el complejo de edificios "Ryogoku City Core" y otras oficinas, residencias y restaurantes fueron construidos encima del terreno. En el patio, la ubicación del dohyō del antiguo Kokugikan esta indicada por un círculo en el suelo.

### Galería del primer Ryōgoku Kokugikan
|                                                                            |
| Postal conmemorativa del Kokugikan en 1909 rodeado de maestros de establo. |

|                                                                                               |
| Una vista del ring del Kokugikan de 1909, el techo suspendido tenía un estilo Irimoya-zukuri. |

|                                                          |
| El Kokugikan después del Gran Terremoto de Kantō (1923). |

| |
| Dentro de la arena (1936) durante un dohyō-iri del yokozuna. El techo encima del ring ha sido de estilo Shinmei-zukuri desde 1931. |

| |
| El barrio de Ryōgoku tras el bombardeo aéreo de 1944. El Kokugikan se puede ver entre la Estación Ryōgoku y el Puente Ryōgoku. |

|                                                                               |
| El antiguo Ryōgoku Kokugikan como Salon Memorial durante la ocupación (1946). |

## El segundo Ryōgoku Kokugikan
El segundo Ryōgoku Kokugikan abrió sus puertas tras el cierre del obsoleto Kuramae Kokugikan. Este último se había vuelto poco práctico y ya no había posibilidades de modernizarlo. Por ende, la Asociación Japonesa de Sumo decidió adquirir una nueva ubicación para construir una nueva arena.

### Historia
Considerando moverse a la ubicación del difunto parque ferroviario junto a la Estación Ryōgoku, la Asociación Japonesa de Sumo empezó a entablar negociaciones con la Ferroviaria Nacional de Japón en junio de 1977. Habiéndose enfrentado a déficits en aquel momento, la JNR se mostró receptiva a la idea de vender la propiedad, apoyados en la creencia de que si el nuevo Kokugikan era construido junto a la estación, el flujo de pasajeros se vería incrementado. Dado que el terreno del Kuramae había sido seleccionado como candidato para la construcción de una planta de tratamiento de aguas residuales en Tokio, la asociación pudo adquirir los medios para comprar el nuevo terreno ubicado en Ryōgoku. El traslado hacia Ryōgoku fue decidido en 1980, y en marzo de 1982, un contrato de compra se finiquitó entre la JNR y la Asociación Japonesa de Sumo. El costo del terreno en Ryōgoku fue de 9,4 billones de yenes, mientras que la asociación pudo vender la antigua propiedad del Kuramae al Gobierno Metropolitano de Tokio por 14,3 billones de yenes. Un total de 15 billones de yenes se procuraron para la construcción de la nueva arena, comprendidos de 4,9 billones de yenes obtenidos como ganancia tras las transacciones inmobiliarias, 9,6 billones de yenes que la Asociación Japonesa de Sumo tenía guardados como reserva, y 500 millones de yenes como parte de un subsidio obtenido del Ministerio de Educación. En la medida que el proyecto de construcción de la nueva arena progresaba, la imagen general de un Kokugikan modernizado se fue solidificando. La construcción enfrentó grandes desafíos en términos de costo y tiempo de obras ya que la asociación había solicitado que se redujese el tiempo por medio año, en vez de los dos años que se habían calculado en un principio. La arena fue terminada en enero de 1985.
El 20 de septiembre de 1982, los planes para un nuevo Kokugikan fueron anunciados durante una conferencia de prensa. La nueva arena consistiría de tres pisos por encima del suelo y dos pisos subterráneos. La superficie total sería de 35.700 m2 con una capacidad para 11.098 espectadores. El ring y los asientos cuadrados del primer piso sería movibles y además podrían ser almacenados para uso multipropósito, por lo que serían utilizables para eventos que no fuesen los torneos anuales de sumo.
La ceremonia de inicio de obras se llevó a cabo el 27 de abril de 1983. Los yokozuna Kitanoumi y Chiyonofuji realizaron sus yokozuna dohyō-iri como parte de la ceremonia sintoísta. El 9 de enero de 1985, la ceremonia de inauguración y la fiesta de revelación se realizaron junto a 2.300 personas. Seguido de un solemne ritual, los yokozuna realizaron sus yokozuna dohyō-iri, los ōzeki Wakashimazu y Asashio realizaron un ritual de sumo sintoísta en conjunto (llamado shinji-zumō, 神事相撲) y luego los yokozuna Chiyonofuji y Kitanoumi realizaron una ceremonia sandangamae, la cual es muy rara de ver.

### Especificaciones técnicas
El sitio planeado para la construcción del nuevo Kokugikan es un lugar propenso a inundaciones urbanas, por lo tanto, la introducción de un sistema de utilización de aguas de lluvia para el Kokugikan fue solicitado por la municipalidad de Sumida. El área total del techo es de 8.360 m2. El agua de lluvia recolectada es almacenada en un tanque subterráneo de 1.000 m3, y el 70% del agua miscelánea utilizada en el Kokugikan es obtenida a partir de la lluvia. En el caso de un terremoto, esta agua puede ser utilizada como agua doméstica de emergencia. Cuando caen grandes cantidades de nieve en Tokio, esta agua de lluvia puede ser eyectada por el techo para derretirla. El ring esta iluminado con 124 luces para beneficiar a las transmisiones por televisión, y el ángulo de cada una es ajustada de tal manera que no interfiera con la concentración de los luchadores y para evitar los halos causados por el sudor. En adición, dado que las personas japonesas tiene el cabello oscuro, la iluminación en los asientos de la audiencia hacia el fondo del ring es ajustada para que los colores que aparecen en las pantallas de televisión no sean tan oscuros. El Ryōgoku Kokugikan alberga las oficinas principales de la Asociación Japonesa de Sumo y, en la parte trasera del edificio, las áreas de la "Escuela de Sumo" donde los nuevos reclutas deben completar un curso intensivo de seis meses para aprender caligrafía, ciencias del deporte, historia del sumo y modales, todo esto junto las técnicas y movimientos básicos en los combates. Cerca de la entrada principal, dos santuarios a Inari (llamados Toyokuni Inari y Shusse Inari) están dedicados a la seguridad y al éxito de los luchadores. Originalmente, los santuarios gemelos estaban construidos en el patio trasero del antiguo Ryōgoku Kokugikan, luego fueron reubicados en 1963 al Kuramae Kokugikan para finalmente ser movidos a su ubicación actual. La arena también incluye un número de áreas para diferentes propósitos como el Museo del Sumo, restaurantes o un salón de banquetes para degustaciones de chankonabe.

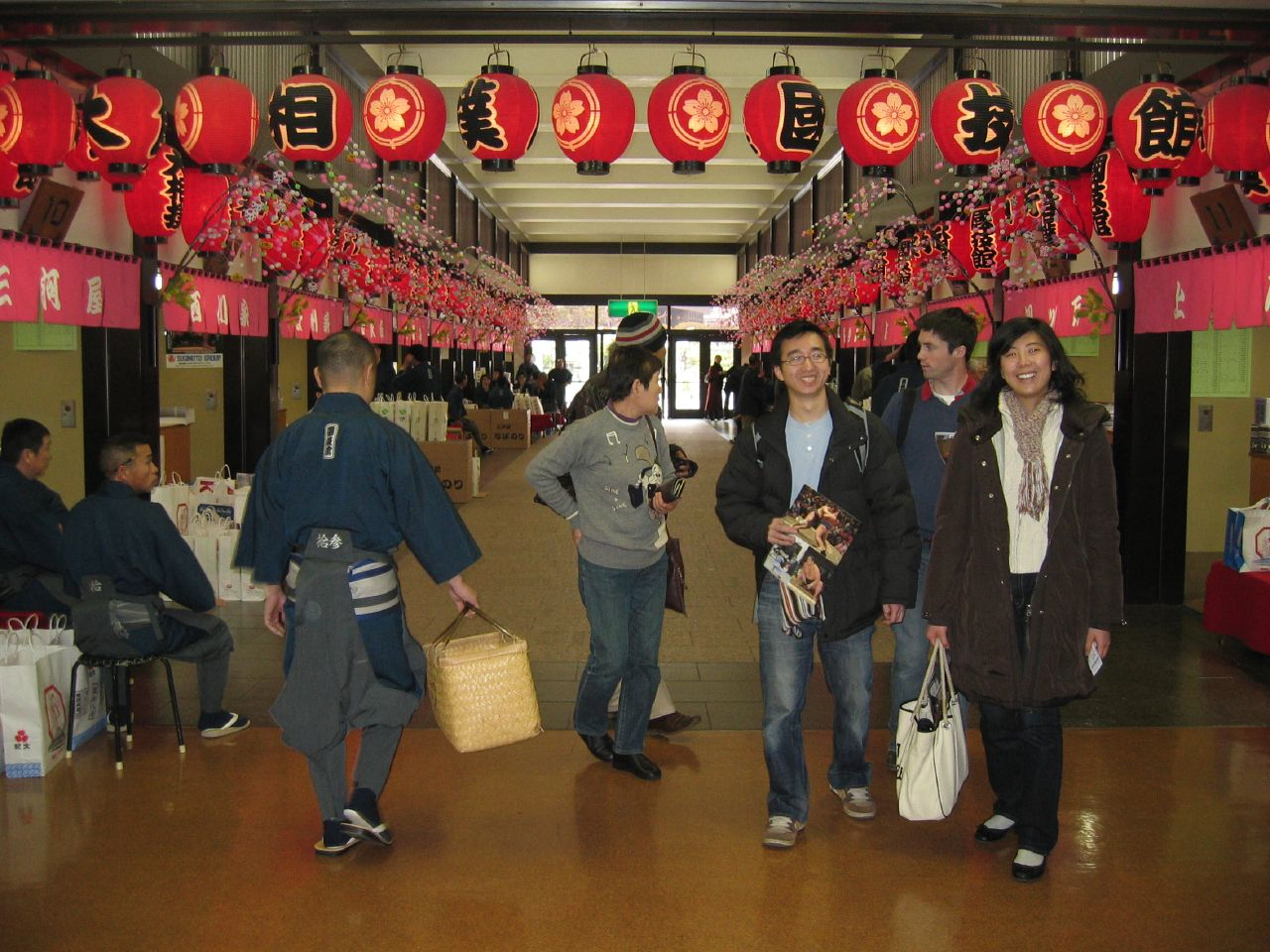
La calle de las casas de té dentro del Kokugikan en enero de 2008.

Entre las áreas emblemáticas también se incluyen la entrada Annaijo (literalmente "mostrador de información", también llamado chaya-dori: "calle de las casas de té"), un pasillo decorado con flores donde las personas pueden comprar recuerdos. Actualmente bajo el control de la Asociación Japonesa de Sumo, originalmente, los cha-ya eran casas de té independientes las cuales vendían entradas y refrigerios a sus clientes. Siguiendo un sistema de herencia, actualmente existen 20 negociosque datan del siglo XIX, siendo el más viejo del año 1818. Hoy en día las casas de té ofrecen paquetes de regalo. Sus servicios usualmente están dirigidos a clientes regulares los cuales ya tienen acuerdos con los negocios. Los asistentes (llamados dekata) utilizan vestimentas parecidas a la de los yobidashi, guiando a los benefactores a sus asientos y proveyéndoles de refrigerios a cambio de una propina.
El Ryōgoku Kokugikan también tiene su propia fábrica de brochetas yakitori en el sótano del edificio.

### Sumo
Para su primer torneo, el Ryōgoku Kokugikan fue visitado por el Emperador Shōwa. Fue la primera vez que un tenran-sumose realizaba en el primer día del primer torneo del año. El torneo de enero de 1985 marcó un hito en la historia del sumo tras el logro de un zenshō yusho por parte del yokozuna Chiyonofuji, mientras que el yokozuna Kitanoumi (el cual había sido yokozuna durante 10 años) anunció su retiro al tercer día del torneo tras haber acumulado tres derrotas consecutivas.
Desde su finalización, el Ryōgoku Kokugikan ha sido el lugar en donde se llevan a cabo los torneos de sumo de enero, mayo y septiembre. La arena también ha sido utilizada para celebrar otros eventos relacionados al sumo como por ejemplo, las ceremonias de retiro, conocidas como danpatsu-shiki, en donde los luchadores con rango de sekitori se cortan su coleta en una larga y solemne ceremonia. Solo los sekitori que hayan participado en al menos 30 torneos en las divisiones más altas califican para que su ceremonia de retiro sea realizada en el Kokugikan, mientras que los demás luchadores usualmente la realizan en salas de eventos de hoteles o en sus propios establos. Las ceremonias kanreki dohyō-iri, donde un ex yokozuna celebra su cumpleaños número sesenta con una ceremonia yokozuna dohyō-iri particular, por lo general también son realizadas en el Kokugikan.
El Kokugikan también es utilizado para celebrar eventos de sumo para chicos como el Torneo de Sumo de Beneficencia, y campeonatos de secundaria, como el Torneo de Sumo de Secundaria Nacional Junior. La arena también alberga con regularidad el Campeonato All Japan Sumo (el evento principal de la Federación Japonesa de Sumo) y la Copa Hakuhō (un evento de sumo para niños). También, antes de cada torneo en Tokio, varios luchadores profesionales se congregan para un entrenamiento en conjunto en las salas de práctica de la Escuela de Sumo durante cuatro a seis días. Estos entrenamientos, por lo general, se realizan en presencia de la prensa y los oyakata. Finalmente, la cadena de televisión nacional NHK realiza su propio evento de sumo en el Kokugikan, llamado el Torneo de Sumo de Bienestar NHK (NHK福祉大相撲, Enu Eichi Kei Fukushi Ōzumō). Tomando lugar cada febrero, este evento de caridad ha sido organizado desde 1966. Tiene la forma de un festival donde se realizan las actividades tradicionales del jungyō (canciones con los luchadores de sumo, exhibición de los tsuna del yokozuna, combates del makuuchi). Las ganancias del evento son donadas a instituciones de asistencia social a lo largo del país.

### Otros deportes
Al igual que el Kuramae Kokugikan, el Ryōgoku Kokugikan albergó diferentes eventos de lucha libre profesional a tan solo una año de haber sido inaugurado. En septiembre de 1985, el primer evento de lucha libre, promovido por la All Japan Pro Wrestling, se llevó a cabo con la primera aparición en Japón de los Road Warriors. En diciembre del mismo año, la New Japan Pro Wrestling (NJPW) realizó su primer evento en el Ryōgoku. La arena se convirtió en un área regular para la NJPW, llevando a cabo eventos como el G1 Climax. En 1998, la Universal Fighting-Arts Organization de Antonio Inoki realizó su primer evento en la arena. Dado que la All Japan Pro Wrestling empezó a utilizar el Nippon Budokan como su arena regular, el Ryōgoku Kokugikan se estableció como el lugar de eventos de su rival, la NJPW. En 2009, la DDT Pro-Wrestling realizó su primer evento en la arena. La empresa de lucha libre femenina World Wonder Ring Stardom ha realizado múltiples eventos en el Ryōgoku desde comienzo de 2013. La WWE también ha llevado a cabo numerosos eventos en el Ryōgoku entre 2010 y 2015, el último siendo siendo WWE The Beast in the East. Entre otras empresas promotoras de eventos se incluyen Super World of Sports, UWF International, Fighting Network Rings, All Japan Women's Pro-Wrestling, Wrestle and Romance, JWP Joshi Puroresu, Michinoku Pro Wrestling, Tokyo Pro Wrestling, Battlarts, Pro Wrestling Zero1, World Japan, Hustle, Ladies Legend Pro-Wrestling, Inoki Genome Federation, Dragongate, Pro Wrestling Noah, Wrestle-1, Big Japan Pro Wrestling, Tenryu Project, Tokyo Joshi Pro-Wrestling, Gleat, y Dream Star Fighting Marigold.
El Kokugikan también ha albergado competiciones de boxeo incluyendo las de los Juegos Olímpicos de Tokio 2020. En 2025, también será sede la Capcom Cup 11, un campeonato de Street Fighter 6 de la Capcom Pro Tour 2024.

### Otros eventos
En 1992, el Kokugikan albergó el primer torneo oficial de Street Fighter II'. El 4 de abril de 2014, la agrupación masculina de K-pop, Got7, realizó su primera demostración en Japón dentro de la arena. En 2017, la arena albergó las celebraciones del 70° aniversario de Ferrari. Paul McCartney realizó un concierto en la arena como parte de su gira mundial "Freshen Up" el 5 de noviembre de 2018.
En mayo de 2021, el estadio fue utilizado como centro de vacunación para la colocación de vacunas contra el COVID-19, incluyendo a algunos luchadores de sumo retirados entre las personas vacunadas.

### Galería del segundo Ryōgoku Kokugikan
|                                                                                       |
| Entrada principal de la arena. Nótese la torre desde la cual se realiza el yosedaiko. |

| |
| Banderines coloridos con los nombres de los luchadores. Estos son colocados encima del muro de la entrada principal durante los días de torneo. |

| |
| Interior de la arena durante un torneo. La bandera de Japón esta siempre levantada encima del techo sintoísta del ring y los retratos de los campeones de torneos previos son colgados desde el techo de la arena. Los estandartes blancos (llamados "man'in onrei", 満員御礼) indican que el evento esta lleno. |

|                                   |
| Marcador eléctrico del Kokugikan. |

|                                                                  |
| Entrada del Museo del Sumo ubicado dentro del Ryōgoku Kokugikan. |

| |
| El trofeo principal del sumo, la Copa del Emperador, colocada junto a la bandera del campeón. Estas se encuentran en exhibición en el recibidor de la entrada. |

| |
| Los premios sanshō entregados a los luchadores más meritorios (de izquierda a derecha: premio a la Mejor Técnica, premio al Espíritu de Lucha y premio al Rendimiento Excepcional). Estos se encuentran en exhibición en el recibidor de la entrada. |

|                                                              |
| Los dos santuarios a Inari ubicados en el Ryōgoku Kokugikan. |

### Vías de transporte
La arena se sirve de la Estación Ryōgoku, con plataformas al sur y al este de la arena. Las plataformas de la línea Chūō-Sōbu de JR East al sur funcionan con trenes locales mientras que los trenes de alta velocidad pasan cerca a través de un túnel al norte de las plataformas. Las dos plataformas principales están construidas como plataformas islas, con trenes en dirección oeste hacia Tokio y este hacia Chiba, mientras que también existe una tercera plataforma terminal la cual solo es utilizada en días de eventos especiales. Las plataformas del subterráneo Toei - línea Ōedo se encuentran en un eje norte/sur directamente debajo la Calle Kiyosumi al este de la arena. Hay trenes regulares que se dirigen a Iidabashi y Tochōmae desde la plataforma 1, y Daimon y Roppongi desde la plataforma 2.